# Oruza obliquaria
Oruza obliquaria är en fjärilsart som beskrevs av Nobukatsu Marumo 1932. Oruza obliquaria ingår i släktet Oruza och familjen nattflyn. Inga underarter finns listade i Catalogue of Life.